# غريفيث هيوز
غريفيث هيوز (بالإنجليزية: Griffith Hughes)‏ (و. 1707 – 1758 م) هو عالم طبيعة ويلزي، كان عضوًا في الجمعية الملكية، توفي عن عمر يناهز 51 عاماً.

## التعليم
تعلم في كلية سانت جون، أوكسفورد.

## جوائز
حصل على جوائز منها:
- زمالة الجمعية الملكية